# Ormathascia
Ormathascia es un género de foraminífero bentónico de estatus incierto, aunque considerado perteneciente a la subfamilia Nodobaculariinae, de la familia Nubeculariidae, de la superfamilia Cornuspiroidea, del suborden Miliolina y del orden Miliolida. Su especie tipo es Ormathascia vadaszi. Su rango cronoestratigráfico abarca el Holoceno.

## Discusión
Clasificaciones más recientes hubiesen incluido Ormathascia en la superfamilia Nubecularioidea.

## Clasificación
Ormathascia incluía a la siguiente especie:
- Ormathascia vadaszi